# Dave Myrie
Dave Myrie est un footballeur costaricien, né le 1er juin 1988 à Puerto Viejo de Talamanca. Il évolue comme défenseur.

## Palmarès
Vierge

## Famille
Son frère Roy Myrie est aussi un footballeur professionnel international costaricien.